# Emma Tuvesson
Emma Tuvesson, född 6 mars 1991, är en svensk friidrottare (häcklöpning). Hon vann SM-guld på korta häcken både år 2011 inomhus och år 2013 utomhus.  Hon tävlade för klubben IFK Helsingborg i början av sin karriär men bytte inför säsongen 2015 till Hammarby IF. Sedan 2019 tävlar hon dock för Spårvägens FK.
Emma Tuvesson deltog vid U23-EM i Ostrava, Tjeckien 2011 där hon sprang 100 meter häck, men slogs ut i försöken med 13,90 s.

## Personliga rekord
| Utomhus - 100 meter – 12,10 (Göteborg, Sverige 9 juli 2011) - 100 meter – 12,15 (Gävle, Sverige 12 augusti 2011) - 200 meter – 24,79 (Helsingborg, Sverige 10 juli 2010) - 200 meter – 25,04 (Göteborg, Sverige 29 juni 2008) - 100 meter häck – 13,38 (Göteborg, Sverige 10 augusti 2010) | Inomhus - 60 meter – 7,68 (Malmö, Sverige 31 januari 2009) - 60 meter – 7,74 (Malmö, Sverige 22 januari 2011) - 60 meter häck – 8,29 (Göteborg, Sverige 27 februari 2011) |